# 新村 (日本)

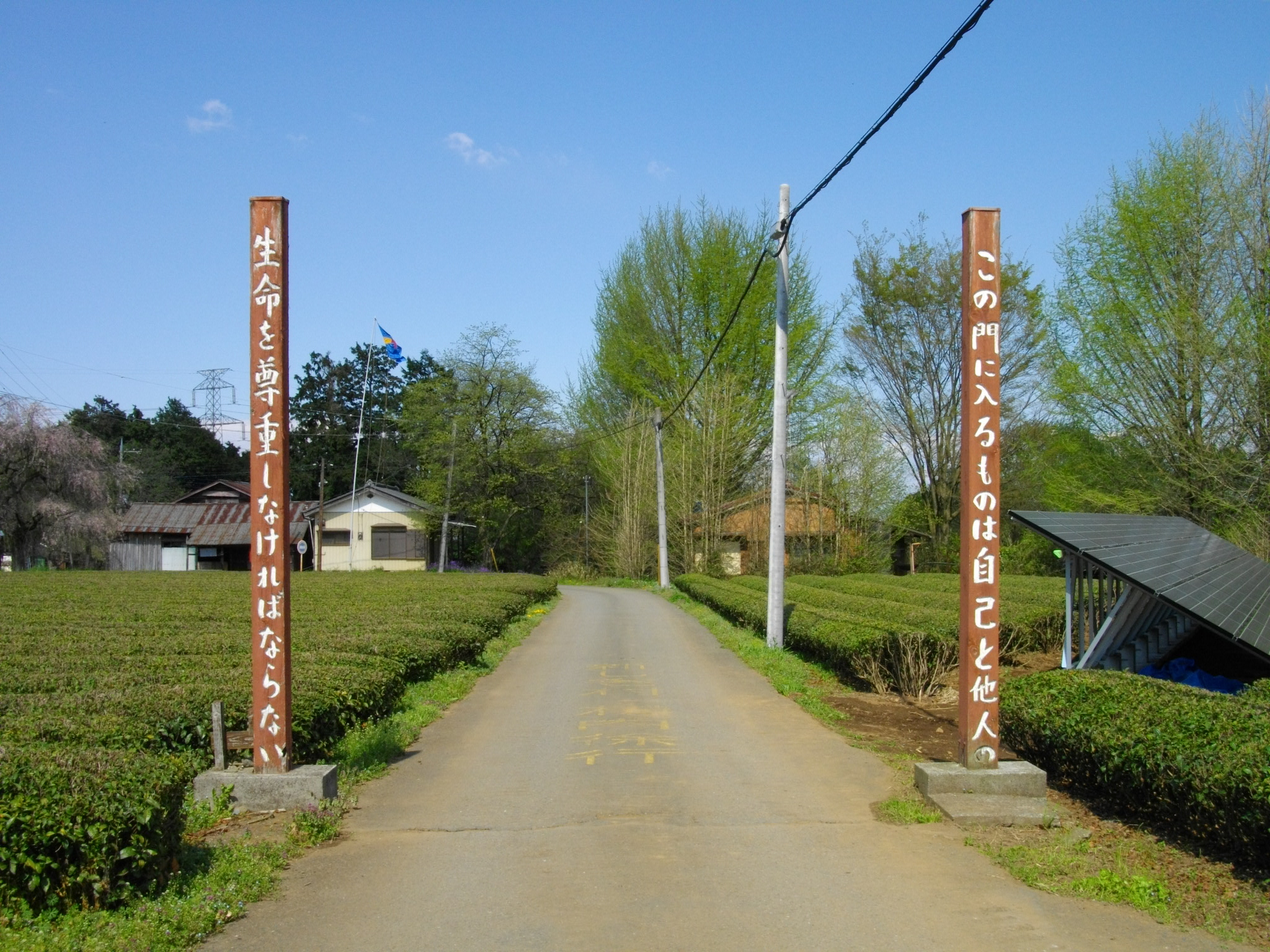
新村入口

新村旗

一般财团法人新村（日语：／）是位于日本埼玉县入间郡毛吕山町和坂户市以及宮崎縣儿汤郡木城町的村落共同体。
1918年11月，作家武者小路实笃及其追随者为实践“新村主义”（武者小路实笃提出的空想社会主义和无政府主义理论）而在宫崎县（旧属日向国）儿汤郡木城町创建新村。1938年，由于大坝的建设导致新村的农田被淹没。1939年，一部分新村居民迁移到埼玉县入间郡毛吕山町葛贯之地（东之村），原来的新村则以“日向新村”的名义继续存在。
日向新村的具体生活规定为：每日值饭人5时先起，其余的6时起来，吃过饭，7时到田里去，至5时止。11时是午饭，下午2时半吃点心，都是值饭的人送去。劳动倦了的时候，可做轻便的工作。到5时，洗了农具归家，晚上可以自由，只要不妨碍别人读书，10时以后熄灯。目的是要打破“劳心者治人，劳力者治于人”的不平等，追求读书和劳动协调一致的全面发展状态。
1985年，新村居民达到65人，为历史最高峰。2023年，新村居民仅剩3人。